# Algemene Bevrijdings- en Ontwikkelingspartij

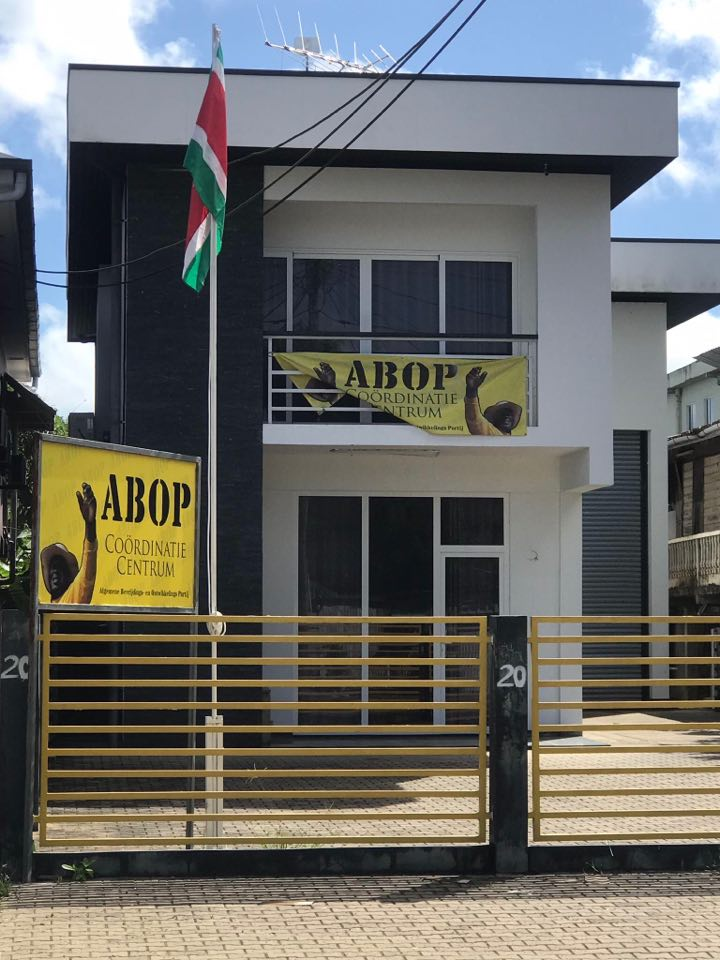
Parteisitz ABOP 2020

Die Algemene Bevrijdings- en Ontwikkelingspartij (ABOP) ist eine im Jahr 1990 gegründete politische Partei in Suriname. Sie hat ihren Parteisitz in Paramaribo an der Verlengde Keizerstraat 20.

## Geschichte
Am 11. Februar 1990 wurde bei einem Sonderparteitag Petrus Domini als erster Vorsitzender von ABOP gewählt. Der erste Vizevorsitzende war G. Leidsman, der Sekretär I. Deel und der erste Schatzmeister war R. Pansa. Sie richtete sich mit ihrem Programm vor allem an die Bewohner des Binnenlandes, die Marrons.
Im Jahre 1996 wurde Ronnie Brunswijk Mitglied der Partei und erhielt im Vorstand die Funktion des zweiten Schatzmeisters. Nicht viel später wurde er bei einem allgemeinen Parteikongress zum Vorsitzenden gewählt.

## Wahlen
Die ABOP nahm zum ersten Mal an den Wahlen zur Nationalversammlung von Suriname (DNA) im Jahre 1991 ohne Erfolg teil.
Auch als Teilnehmer an den Wahlen im Jahre 2000 war sie erneut erfolglos.

### Wahlen von 2005
Bei den Wahlen vom 25. Mai 2005 beschloss die Partei, zusammen mit den Parteien Broederschap en Eenheid in de Politiek (BEP) und Seeka als A-Combinatie an den Wahlen teilzunehmen.
Dieses Bündnis war erfolgreich und holte fünf Parlamentssitze. Hierbei wurde Brunswijk im Distrikt Marowijne als erster Parlamentsabgeordneter für die ABOP gewählt.
Nach den Wahlen ging die A-Combinatie eine Regierungskoalition mit der Nieuw Front und der Democratisch Alternatief 91 (DA 91) ein. Im Kabinett Venetiaan bekam die Leiterin des wissenschaftlichen Büros der ABOP, Alice Amafo, für diese Partei den ersten Ministerposten.

### Wahlen von 2010
Auch bei den Wahlen vom 25. Mai 2010 nahm ABOP in der A-Combinatie an den Wahlen teil. Von den insgesamt sieben geholten Sitzen entfielen drei auf die ABOP-Kandidaten.
Nach den Wahlen ging die A-Combinatie u. a. eine Koalition mit der Mega Combinatie mit als Hauptakteur die NDP und dem Vorsitzenden Desi Bouterse, dem ehemaligen militärischen Gegner vom wiedergewählten Brunswijk ein. In dieser Koalition stellte die ABOP drei Minister sowie den Vizepräsidenten mit Robert Ameerali.

### Wahlen von 2015
Bei den Wahlen vom 25. Mai 2015 nahm die ABOP als  Alternatieve Combinatie, dieses Mal mit zwei anderen Partnern, teil. ABOP stellte erstmals in allen zehn Distrikten Kandidaten auf. Von den geholten fünf Parlamentssitzen entfielen alle auf die ABOP, die in dieser Legislaturperiode als Oppositionspolitiker auftraten. Nach Anzahl der Stimmen war die ABOP zur drittgrößten Partei in Suriname geworden.

### Wahlen von 2020
Seit 2019 ist es gesetzlich verboten, in einem Parteienbündnis an den Parlamentswahlen teilzunehmen. Es gab allerdings Absprachen zwischen u. a. drei Parteien, dass der Kandidat Paul Abena von der Partei Seeka auf der Liste der ABOP und eine Kandidatin der ABOP, Miquella Soemar-Huur auf der Liste der Pertjaja Luhur bei den Wahlen vom 25. Mai 2020 teilnehmen sollen.
Die ABOP holte acht Sitze bei den Wahlen mit zusätzlich einem Sitz für Miquella Soemar-Huur, die auf der Liste der Pertjaja Luhur im District Wanica die meisten Stimmen von allen Kandidaten erhielt.